# 福州海峡奥林匹克体育中心
福州海峽奧林匹克體育中心，簡稱福州海峽奧體中心、海峡奥体、福州奧體，是位于中华人民共和国福建省福州市仓山区一个的大型体育运动中心，包括主体育场、游泳馆、综合体育馆和网球馆四个主体设施。该项目工程由中建海峡建设发展有限公司投资建设，CCDI悉地国际（原中建国际）负责设计，并获得了2014-2015年度中国建设工程鲁班奖。海峡奥体中心于2015年启用并于同年10月在此举行了中华人民共和国第一届青年运动会。

## 场馆概况
福州海峡奥体中心地处福州仓山区南台岛中部，南靠凤山路，北接建新南路，东临福湾路。中心总占地面积1360亩，其中奥体中心占1100亩，青运村占地260亩，总建筑面积82万平米。体育场位于南区，其周边设有田径训练场、足球训练场，以及篮球、排球等小球活动场。体育馆、游泳馆、网球馆都位于主体育场北侧。
主体育场
建筑面积约12万平米，能容纳59,562名观众。
综合体育馆
占地面积37890平米，建筑面积44240平米，建筑高度39.7米。设有12,980个观众席，可满足篮球、排球、羽毛球等多个赛事需求。
2014年10月交付使用，并于当年11月举办了国际羽毛球公开赛。
游泳馆
建筑面积约2.7万平米，可容纳3,978名观众。
网球馆
建筑面积约2.2万平米，可容纳3,152名观众。

## 主要活動
福州海峽奧林匹克體育中心經常作為各類演出及商業演唱會及體育的舉辦場地。

### 體育賽事
- 2014-2017年，舉辦26-29届中国羽毛球公开赛
- 2015年10月18日—10月27日，中国人民共和国第一届青年运动会
- 2016年8月28日，2016姚基金慈善赛
- 2016年9月10日，昆仑决世界自由搏击（福州站）
- 2016年10月22日，福州市第二十四届运动会
- 2016年11月26日，2016肯德基三人篮球赛全国总决赛盛典
- 2016年12月25日、2017年12月24日，福州国际马拉松赛起点站
- 2017年5月14日 ，“加油！好少年”青少年足球赛
- 2018-2021年，舉辦中國福州羽毛球公開賽
- 2018年6月9日—10月6日，福建天信主场

### 演唱会
| 日期             | 演出者                         | 演出名称                               | 场数 |
| ---------------- | ------------------------------ | -------------------------------------- | ---- |
| 2016年9月10日    | 陳奕迅                         | ANOTHER EASON'S LIFE 世界巡迴演唱會    | 1    |
| 2016年11月5日    | 周杰倫                         | 地表最強世界巡迴演唱會                 | 1    |
| 2017年3月31日    | 張學友                         | A CLASSIC TOUR 學友.經典世界巡迴演唱會 | 1    |
| 2017年10月14日   | 五月天                         | LIFE人生無限公司巡迴演唱會             | 1    |
| 2018年6月23–24日 | 周杰倫                         | 地表最強2世界巡迴演唱會                |      |
| 2019年5月4日     | 王力宏                         | 龙的传人2060世界巡回演唱会             | 1    |
| 2019年7月13日    | 张杰                           | 未·LIVE巡回演唱会                      | 1    |
| 2019年7月20日    | 莫文蔚                         | 绝色莫文蔚25周年世界巡回演唱会         | 1    |
| 2019年12月14日   | 林俊杰                         | 圣所2.0世界巡回演唱会                  | 1    |
| 2023年7月8日     | 张信哲                         | 未来式2.0世界巡回演唱会                | 1    |
| 2023年8月19日    | 蔡依林                         | Ugly Beauty世界巡迴演唱會              | 1    |
| 2023年9月16–17日 | 薛之谦（嘉宾：刘惜君、王啸坤） | 天外來物巡迴演唱會                     | 2    |
| 2024年3月16日    | Billkin                        | Billkin Tempo Tour                     | 1    |
| 2024年3月30–31日 | 林俊杰                         | JJ20世界巡迴演唱會                     | 2    |
| 2024年5月16–19日 | 周杰伦                         | 嘉年华世界巡回演唱会                   | 4    |
| 2024年6月1日     | 李荣浩                         | 纵横四海·龙年世界巡回演唱会            | 1    |
| 2024年7月6-7日   | 邓紫棋                         | G.E.M. I AM GLORIA 世界巡回演唱會      | 2    |
| 2024年9月21日    | 楊千嬅                         | MY TREE OF LIVE世界巡迴演唱會          | 1    |
| 2024年11月9日    | 張惠妹                         | ASMR MAX世界巡迴演唱會                 | 1    |
| 2025年12月6日    | 林憶蓮                         | 迴響 Resonance 2025 巡迴演唱會         | 1    |

| 日期           | 演出者                                 | 演出名称                                       | 场数 |
| -------------- | -------------------------------------- | ---------------------------------------------- | ---- |
| 2015年7月18日  | 张靓颖                                 | BANG THE WORLD 巡迴演唱會                      | 1    |
| 2015年12月5日  | 蔡依林                                 | Play世界巡迴演唱會                             | 1    |
| 2015年12月12日 | 鄭伊健、陳小春、謝天華、錢嘉樂、林曉峰 | 一起兄弟 歲月友情全國巡迴演唱會                | 1    |
| 2016年5月1日   | 羅志祥                                 | 瘋狂世界 Crazy World 世界巡迴演唱會            | 1    |
| 2016年6月25日  | 梁靜茹                                 | 你的名字是愛情世界巡迴演唱會                   | 1    |
| 2016年8月13日  | 刘若英                                 | "Renext 我敢"世界巡迴演唱會                    | 1    |
| 2016年10月15日 | 李宇春                                 | 野蠻生長巡迴演唱會                             | 1    |
| 2016年11月26日 | 周華健                                 | 今天唱什麼世界巡迴演唱會                       | 1    |
| 2017年4月8日   | Twins                                  | Twins LOL Live Around the World 世界巡迴演唱會 | 1    |
| 2017年4月29日  | 田馥甄                                 | 如果世界巡迴演唱會                             | 1    |
| 2017年5月20日  | 譚詠麟                                 | 銀河歲月40載世界巡迴演唱會                     | 1    |
| 2017年11月4日  | 林宥嘉                                 | THE GREAT YOGA 世界巡迴演唱會                  | 1    |
| 2017年12月24日 | 周笔畅                                 | Not Typical巡迴演唱會                          | 1    |
| 2018年1月5日   | 迪玛希                                 | D-Dynasty巡回演唱会                            | 1    |
| 2018年5月5日   | 黄子韬                                 | ISGOØD巡回演唱会                               | 1    |
| 2018年8月18日  | 潘瑋柏                                 | Alpha創使者世界巡迴演唱會                      | 1    |
| 2018年9月15日  | 張韶涵                                 | 旅程世界巡迴演唱會                             | 1    |
| 2018年10月27日 | 李健                                   | 不止，是李健世界巡回演唱会                     | 1    |
| 2019年5月25日  | 许巍                                   | 无尽光芒巡回演唱会                             | 1    |
| 2019年6月1日   | 林宥嘉                                 | IDOL世界巡回演唱会                             | 1    |
| 2019年6月29日  | 张信哲                                 | 未来式世界巡回演唱会                           | 1    |
| 2019年8月17日  | 周笔畅                                 | Lunar巡回演唱会                                | 1    |
| 2019年11月30日 | 伍佰                                   | 伍佰&China Blue Rock Star 演唱会               | 1    |
| 2019年12月28日 | 李荣浩                                 | 年少有为世界巡回演唱会                         | 1    |
| 2023年10月28日 | 王心凌                                 | Sugar High世界巡迴演唱會                       | 1    |
| 2023年11月11日 | 林志炫                                 | ONEtake2.0 我忘了我已老去世界巡回演唱会        | 1    |
| 2023年12月30日 | 杨丞琳                                 | LIKE A STAR 世界巡回演唱会                     | 1    |
| 2024年4月20日  | 张靓颖                                 | 光巡回演唱会                                   | 1    |

## 建设历史
- 2010年10月12日，福州市城乡规划局、福州市体育局、福州市土地发展中心三家市政机构联合发布公示，明确了将建设福州海峡奥林匹克体育中心以及大概位置[4]，同日，向公众征求建筑造型方案比选意见[5]。
- 2010年12月23日，福州市政府举行了福州海峡奥林匹克体育中心的动工仪式。[6]
- 2014年10月16日，海峡奥体中心体育馆部分竣工，并完成了预验收。[7]

## 公共交通

### 公交
- 福建神学院(福湾斗门)、福湾路：18、81、126、302、351、901
- 奥体路公交总站：197、地铁接驳8号专线
- 建新南路：11、47、138、311、337
- 海峡奥体公交枢纽站：11、148、156、329、330

### 地铁
5号线：霞镜站、东岭站